# Steinkreis von Fjøsviken
Der Steinkreis von Fjøsviken liegt nahe dem Fluss Ådalselva, westlich der Europastraße 16, nördlich von Hønefoss im Fylke Buskerud in Norwegen. 
Der Steinkreis (norwegisch Steinsirkler) hat etwa 15,0 m Durchmesser und besteht aus 13 Blöcken. Jene fünf Steine, die der Autobahn am nächsten liegen, sind umgefallen, während die restlichen acht Steine stehen. Sie variieren in der Höhe von 40 bis 90 cm und sind 70 bis 90 cm breit. Der Abstand zwischen ihnen beträgt 2,0 bis 3,0 Meter. Der Steinkreis gehört zu den größeren in Norwegen.
Etwa 120 m östlich liegt der etwas kleinere Steinkreis von Helvikhaugen.